# アビジン

ビオチンの構造。アビジンは高い親和性と特異性で4分子のビオチンと同時に結合できる。

アビジン (Avidin) は、鳥類、爬虫類、両生類の卵管で産生される四量体型ビオチン結合性タンパク質である。これらの動物の卵の白身に蓄積される。一部のバクテリアでは二量体型のアビジンファミリーも存在する。鶏卵の白身では、アビジンは全タンパク質の約0.05%を占める（卵1個当たり約180 μg）。アビジンは4個の同じサブユニットを含み（ホモ四量体）、それぞれのサブユニットがビオチン（ビタミンB7、ビタミンH）を高い親和性と特異性で結合できる。アビジンとビオチンの解離定数Kdはおよそ10−15 Mと測定されており、既知の非共有結合性結合の中で最も強いものの一つである。
四量体形では、アビジンの大きさは66–69 kDaと見積られている。分子量の10%は、4から5残基のマンノースと3残基のN-アセチルグルコサミンから成る糖鎖によるものである。アビジンの炭水化物部分は少なくとも3種の特徴的なオリゴ糖構造を含む。それぞれの構造と成分は似ている。
調理によってアビジンのビオチン親和性は破壊されるため、機能を持つアビジンは生卵でのみ見られる。卵中のアビジンの自然な機能は分かっていないが、（細菌の成長を助けるビオチンに結合する）細菌成長阻害因子として卵管中で作られていると想定されている。この仮説の証拠として、アビジンと等しいビオチン親和性と非常によく似た結合部位を持つストレプトアビジンがストレプトマイセス属細菌のある株によって作られており、抗生物質のようにして競合する細菌の成長を阻害する働きをしていると考えられている。
アビジンの非グリコシル化形が市販の製品に含まれている。しかしながら、非グリコシル化形が天然に存在するのか、あるいは製造工程の産物なのかは最終的な答えが出ていない。

## アビジンの発見

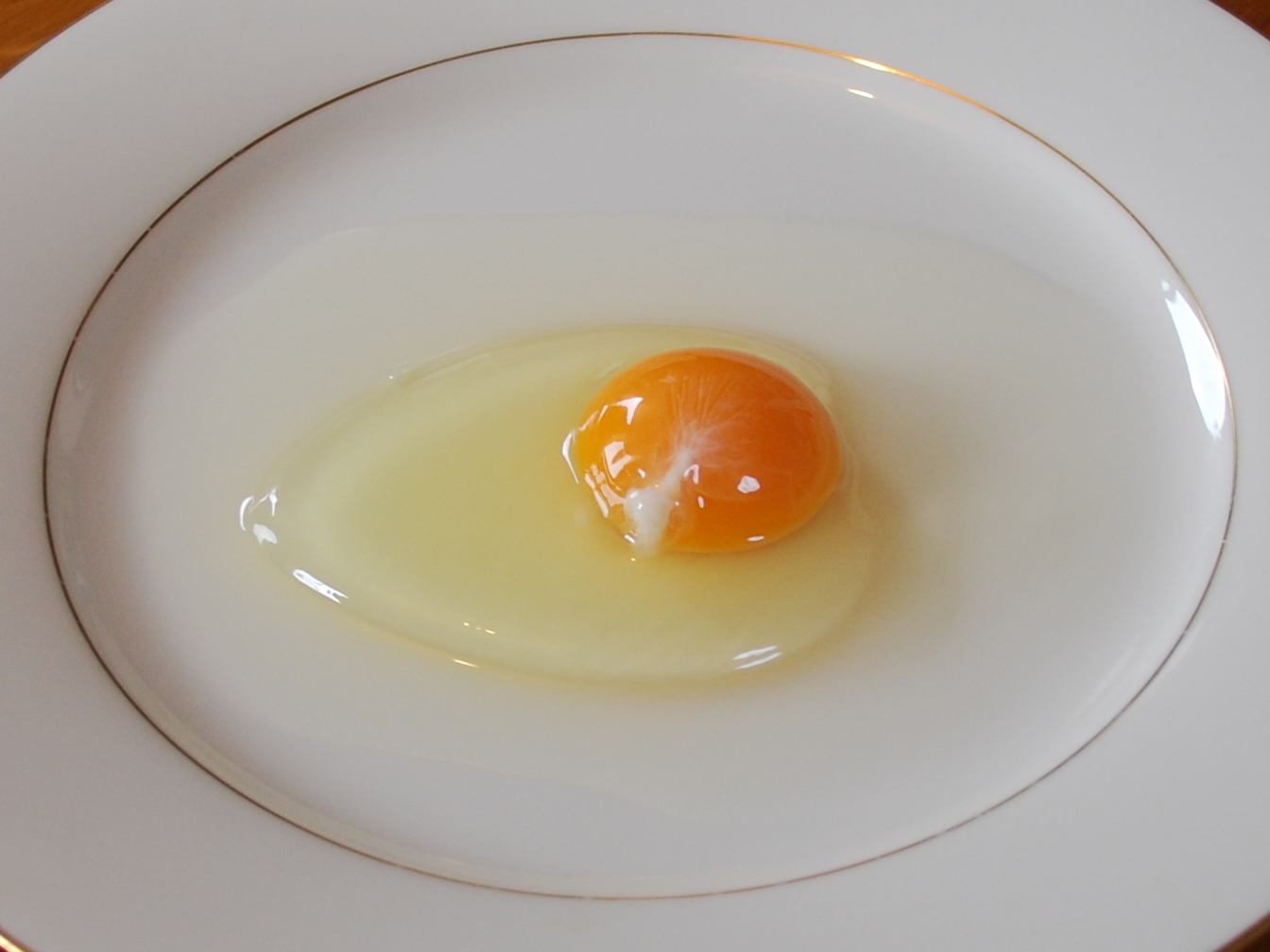
卵白に囲まれた生卵黄。アビジンは生の鶏卵からEsmond Emerson Snellによって最初に単離された。

アビジンはエズモンド・エマーソン・スネルによって最初に単離された。発見への道は、鶏に生卵白の食事を与えると、食事中にビオチンが存在するにもかかわらず、このビタミンが不足するという観察から始まった。この観察から、卵白の成分がビオチンを捕捉していると結論付けられた。スネルはこれを酵母試験を用いてin vitroで検証した。スネルは後にビオチン結合を担う卵白の成分を単離し、パウル・ジエルジーと協力して単離した卵タンパク質がビオチン欠乏症の原因であることを証明した。その時点でこのタンパク質は研究に参加したテキサス大学の研究者らによって暫定的にavidalbumin（貪欲なアルブミンの意）と命名されていた。タンパク質の名称は後にビオチンに対する親和性に基づいて「avidin」（avid + biotin）に改名された。

## ビオチンとの関係
アビジンのビオチンに対する親和性は非常に高く、ビオチンの腸管からの吸収を阻害するため、動物実験では生卵白の大量投与でビオチン不足とすることができる。
ビオチンは腸内細菌によって作られることもあって、かつてはヒトではビオチン不足に陥ることはないと考えられていた。しかし、抗生剤の服用などによって腸内細菌に影響を及ぼすこともあり、またビオチンの血中濃度が特別に低くもない患者にビオチン不足と思われる症状がみられるとき、ビオチンの大量投与で症状が緩和されたり治癒した場合もある。このことから、アビジンに関係なくビオチンの利用率には大きな個体差があるという説も出ている。

## 応用
ビオチンとアビジンの親和力は通常の抗原抗体反応の100万倍以上も強く、ほとんど不可逆的な結合を形成するため、免疫や細胞膜の研究用試薬、あるいはがんなどの検査用試薬、さらにはモノクローナル抗体と制がん剤を結びつけてがん細胞のみを直撃するミサイル療法製剤への適用などへの応用がある。
類似のタンパク質には、ストレプトマイセスの1種から得られるストレプトアビジンがあり、これも研究用試薬として用いられている。

## 改良形
塩基性の糖タンパク質であるため、アビジンは一部の応用において非特異的結合を示す。修飾アルギニンを含む脱グリコシル化アビジンであるニュートラアビジンは、より中性の等電点（pI）を示し、非特異的結合の問題が生じた時には天然アビジンの代替物として利用可能である。脱グリコシル化された天然型アビジンはシグマ アルドリッチ（Extravidin）、サーモフィッシャー・サイエンティフィック（NeutrAvidin）、インビトロジェン（NeutrAvidin）、e-Proteins（NeutraLite）から販売されている。
アビジン-ビオチン結合の強度を考えると、アビジン-ビオチン複合体の解離はタンパク質変性を起こすほどの厳しい条件を必要とする。アビジン-ビオチン複合体の不可逆的性質は、アフィニティークロマトグラフィーにおけるアビジンの応用を制限する（捕捉されたリガンドは後で放出されるのが望ましい）。研究者らはアビジンの結合部位のチロシン残基をニトロ化あるいはヨウ素化することで可逆的な結合特性を持つアビジンを開発した。この改良アビジンはpH 4で強いビオチン結合特性を示し、pH 10以上でビオチンを放す。ビオチンに対する親和性が低下した単量体アビジンも多くの市販のアフィニティー樹脂で使用されている。単量体型アビジンは、固定化された天然アビジンを尿素あるいはグアニジン塩酸塩（6-8 M）で処理することで作られ、より低い解離定数（KD ≈ 10-7M）を示す。これによって、より穏和な非変性条件で、より低濃度のビオチンあるいはより穏和なpH条件を用いてアビジンマトリックスからの溶出が可能になる。架橋を伴わない単一の高親和性ビオチン結合部位としては、ストレプトアビジンを使うことができる。